# Байер, Конрад (писатель)
Конрад Байер (нем. Konrad Bayer; 17 декабря 1932[…], Вена — 10 октября 1964[…], Вена) — австрийский писатель, драматург и поэт, один из членов Венской группы (нем. Wiener Gruppe). 

## Биография
Наибольшую известность ему принесли произведения «Голова Витуса Беринга» (нем. Der Kopf Vitus Berings) и «Шестое чувство» (нем. Der sechste Sinn). Его проза была лиричной, что вполне типично для стиля Венской группы, но тем не менее считалась новаторской и экспериментальной, поскольку сочетала в себе множество явно несовместимых элементов: жестокость, алхимия, метафизика, пессимизм. В 1951 году Конрад Байер присоединился к обществу «Art-Club», предшественнику Венской группы. Принимал участие в литературных чтениях совместно с другими писателями. Байер покончил жизнь самоубийством 10 октября 1964 года, что положило конец уникальному литературному эксперименту в духе лингвистического солипсизма. После смерти писателя его работы вышли отдельным изданием с иллюстрациями Гюнтера Брюса.
В 1968 году немецкий композитор Бернд Алоис Циммерман написал пронзительный «Реквием по юному поэту», который он посвятил трём поэтам, покончившим собой: Владимиру Маяковскому, Сергею Есенину и Конраду Байеру. Их стихи легли в основу оперы.